# Иоганн I (герцог Саксонии)

Саксонские герцогства в конце XIII века (зелёным цветом): Саксен-Лауэнбург и Саксен-Виттенберг

Иоганн I (нем. Johann I., Herzog von Sachsen; 1249 — 30 июля 1285) — герцог Саксонии в 1261-1282 из рода Асканиев. Сын рейхсмаршала Священной Римской Империи Альбрехта I и его третьей жены Елены, дочери герцога Оттона I Брауншвейгского. Основатель Лауэнбургской линии Асканиев.

## Биография
Год рождения Иоганна I (1249) установлен по документам магдебургского архиепископа Конрада II фон Штернберг. Когда умер его отец (1261 год), ему было 12 лет. Кто был опекуном Иоганна и его брата Альбрехта, точно не известно, возможно — их мать Елена.
С 1268 года братья правили самостоятельно и совместно. Потом они решили поделить отцовское наследство (это произошло не ранее 1272 года). Иоганн I получил земли, входившие при Генрихе Льве в герцогство Саксония, в том числе замок Лауэнбург, который основал его дед Бернхард III.
В 1282 году Иоганн официально передал свои владения троим малолетним сыновьям, которые делили титул герцога Саксонии с дядей — Альбрехтом II.
Сам он вскоре после этого удалился во францисканский монастырь в Виттенберге, в котором был наблюдателем (лат. matricularius). Умер 30 июля 1285 года.

## Семья и дети
Жена — Ингебурга (ум. 1302), дочь шведского правителя Биргера Ярла. Она родила Иоганну 4 дочери и 4 сына. Из них известны:
- Иоганн II (ок. 1275—1321)
- Альбрехт III (ок. 1281—1308)
- Эрих I (1280/1282 — 1359)
- Елизавета, с 1287 жена герцога Вальдемара IV Шлезвигского
- Елена, с 1297 жена графа Адольфа VI фон Гольштейн-Шауэнбург.